# Diego Calgaro
Diego Agustín Calgaro (Posadas, Provincia de Misiones, Argentina; 27 de noviembre de 1984) es un exfutbolista argentino. Jugaba como mediocampista central y su primer equipo fue Rosario Central. Su último club antes de retirarse fue Unión de Sunchales.

## Trayectoria
Diego Calgaro se inició futbolísticamente en las inferiores de Los Andes y a los 17 años se incorporó a las divisiones juveniles de Rosario Central. Tuvo su debut como profesional con la camiseta Canalla el 24 de agosto de 2004 en el empate 0-0 ante Quilmes como visitante. Se mantuvo en el equipo hasta mediados de 2008, acumulando un total 70 partidos jugados (64 por campeonato local, 4 por Copa Sudamericana y 2 por Copa Libertadores) sin marcar goles.
Posteriormente siguió su carrera en AS Trenčín de Eslovaquia (su único club en el exterior), Unión de Santa Fe, Tiro Federal de Rosario, Desamparados de San Juan (en dos etapas), Atlético Tucumán, Crucero del Norte (allí consiguió el ascenso a Primera División en 2014), Independiente Rivadavia, Comunicaciones y Unión de Sunchales (donde se consagró campeón de la Copa Santa Fe en 2018).
Actualmente trabaja en Cosmos FC, equipo de la Liga Santafesina.

## Clubes
| Club                     | País       | Año       |
| ------------------------ | ---------- | --------- |
| Rosario Central          | Argentina  | 2004-2008 |
| AS Trenčín               | Eslovaquia | 2008-2009 |
| Unión de Santa Fe        | Argentina  | 2009-2010 |
| Tiro Federal de Rosario  | Argentina  | 2010-2011 |
| Desamparados de San Juan | Argentina  | 2011-2012 |
| Atlético Tucumán         | Argentina  | 2012-2013 |
| Crucero del Norte        | Argentina  | 2013-2015 |
| Independiente Rivadavia  | Argentina  | 2015-2016 |
| Comunicaciones           | Argentina  | 2016      |
| Desamparados de San Juan | Argentina  | 2017      |
| Unión de Sunchales       | Argentina  | 2017-2019 |

### Estadísticas
- Actualizado al final de su carrera deportiva

| Club                              | Div.                | Temporada           | Liga | Liga | Copa Nacional | Copa Nacional | Copa Internacional | Copa Internacional | Total | Total |
| Club                              | Div.                | Temporada           | PJ   | G    | PJ            | G             | PJ                 | G                  | PJ    | G     |
| --------------------------------- | ------------------- | ------------------- | ---- | ---- | ------------- | ------------- | ------------------ | ------------------ | ----- | ----- |
| Rosario Central Argentina         |                     |                     |      |      |               |               |                    |                    |       |       |
| 1.ª                               | 2004/05             | 8                   | 0    | -    | -             | -             | -                  | 8                  | 0     |       |
| 1.ª                               | 2005/06             | 18                  | 0    | -    | -             | 6             | 0                  | 24                 | 0     |       |
| 1.ª                               | 2006/07             | 19                  | 0    | -    | -             | -             | -                  | 19                 | 0     |       |
| 1.ª                               | 2007/08             | 19                  | 0    | -    | -             | -             | -                  | 19                 | 0     |       |
| Total                             | Total               | 64                  | 0    | -    | -             | 6             | 0                  | 70                 | 0     |       |
| AS Trenčín · Eslovaquia           |                     |                     |      |      |               |               |                    |                    |       |       |
| 2.ª                               | 2008/09             | ?                   | ?    | -    | -             | -             | -                  | ?                  | ?     |       |
| Total                             | Total               | ?                   | ?    | -    | -             | -             | -                  | ?                  | ?     |       |
| Unión Argentina                   |                     |                     |      |      |               |               |                    |                    |       |       |
| 2.ª                               | 2009/10             | 25                  | 1    | -    | -             | -             | -                  | 25                 | 1     |       |
| Total                             | Total               | 25                  | 1    | -    | -             | -             | -                  | 25                 | 1     |       |
| Tiro Federal Argentina            |                     |                     |      |      |               |               |                    |                    |       |       |
| 2.ª                               | 2010/11             | 25                  | 0    | -    | -             | -             | -                  | 25                 | 0     |       |
| Total                             | Total               | 25                  | 0    | -    | -             | -             | -                  | 25                 | 0     |       |
| Desamparados Argentina            |                     |                     |      |      |               |               |                    |                    |       |       |
| 2.ª                               | 2011/12             | 31                  | 0    | 0    | 0             | -             | -                  | 31                 | 0     |       |
| 3.ª                               | 2016/17             | 10                  | 0    | -    | -             | -             | -                  | 10                 | 0     |       |
| Total                             | Total               | 41                  | 0    | 0    | 0             | -             | -                  | 41                 | 0     |       |
| Atlético Tucumán Argentina        |                     |                     |      |      |               |               |                    |                    |       |       |
| 2.ª                               | 2012/13             | 13                  | 0    | 0    | 0             | -             | -                  | 13                 | 0     |       |
| Total                             | Total               | 13                  | 0    | 0    | 0             | -             | -                  | 13                 | 0     |       |
| Crucero del Norte Argentina       |                     |                     |      |      |               |               |                    |                    |       |       |
| 2.ª                               | 2013/14             | 28                  | 1    | 0    | 0             | -             | -                  | 28                 | 1     |       |
| 2.ª                               | 2014                | 0                   | 0    | -    | -             | -             | -                  | 0                  | 0     |       |
| 1.ª                               | 2015                | 0                   | 0    | 0    | 0             | -             | -                  | 0                  | 0     |       |
| Total                             | Total               | 28                  | 1    | 0    | 0             | -             | -                  | 28                 | 1     |       |
| Independiente Rivadavia Argentina |                     |                     |      |      |               |               |                    |                    |       |       |
| 2.ª                               | 2015                | 3                   | 0    | -    | -             | -             | -                  | 3                  | 0     |       |
| 2.ª                               | 2016                | 2                   | 0    | -    | -             | -             | -                  | 2                  | 0     |       |
| Total                             | Total               | 5                   | 0    | -    | -             | -             | -                  | 5                  | 0     |       |
| Comunicaciones Argentina          |                     |                     |      |      |               |               |                    |                    |       |       |
| 3.ª                               | 2016/17             | 3                   | 0    | -    | -             | -             | -                  | 3                  | 0     |       |
| Total                             | Total               | 3                   | 0    | -    | -             | -             | -                  | 3                  | 0     |       |
| Unión (S) Argentina               |                     |                     |      |      |               |               |                    |                    |       |       |
| 3.ª                               | 2017/18             | 24                  | 1    | 3    | 0             | -             | -                  | 27                 | 1     |       |
| 3.ª                               | 2018/19             | 19                  | 0    | 3    | 0             | -             | -                  | 22                 | 0     |       |
| Total                             | Total               | 43                  | 1    | 6    | 0             | -             | -                  | 49                 | 1     |       |
| Total en su carrera               | Total en su carrera | Total en su carrera | 247  | 3    | 6             | 0             | 6                  | 0                  | 259   | 3     |

## Palmarés

### Campeonatos regionales
| Título        | Club               | País      | Año  |
| ------------- | ------------------ | --------- | ---- |
| Copa Santa Fe | Unión de Sunchales | Argentina | 2018 |

### Otros logros
| Título                     | Club              | País      | Año  |
| -------------------------- | ----------------- | --------- | ---- |
| Ascenso a Primera División | Crucero del Norte | Argentina | 2014 |